# Cronologia da história da Coreia
Esta é uma cronologia da História da Coreia.

## Pré-História
- 400º a 500º milênio a.C.: Início do Paleolítico.[1]
- 8º Milênio a.C.: Início do Mesolítico, Período da cerâmica Jeulmun.
- 35º Século a.C.:  Aparecimento da Cultura Pit-comb, início do Período da cerâmica Jeulmun.
- 1500 a.C.: Início do Período da cerâmica Mumun.
- 900 a.C.~800 a.C.: Início da Idade do Bronze.[2]
- 800 a.C.: Início da Cultura punhal de bronze de Liaoning.
- 400 a.C.: Início da Idade do Ferro.[2]
- 300 a.C.: Estabelecido o estado de Jin no sul da península coreana.

## Proto-Três Reinos
- 238 a.C.:  Estabelecido o estado de Buyeo.
- 200 a.C.:  Estabelecido a confederação, união do estado de Samhan, que agrupava Mahan, Jinhan e Byeonhan.
- 195 a.C.: Estabelecido o Wiman Joseon, uma parte do período Gojoseon.
- 108 a.C.: Dinastia Han derruba o Wiman Joseon, estabelecendo 4 prefeituras no norte da península coreana![3]

## Três Reinos
- 57 a.C.:  Data tradicional para a fundação de Silla por Bak Hyeokgeose.
- 37 a.C.:  Data tradicional para a  fundação de Goguryeo por Jumong.
- 18 a.C.:  Data tradicional para a  fundação de Baekje por Onjo.
- 8:  Baekje anexa uma boa parte da Confederação de Mahan.
- 42:  Data tradicional para a fundação de  Gaya por Suro.
- 53:  'Goguryeo se torna um reino centralizado sob o reinado de Taejo.
- 105:  Baekje e Silla assinam um tradado de paz.
- 122:  Goguryeo alia a confederação de Mahan para atacar a Dinastia Han em Liaodong.
- 167:  Baekje ataca Silla por abrigar um traidor da corte de Baekje.
- 188:  Baekje expande até o território de Silla, capturando vários castelos.
- 234:  Baekje se torna um reino centralizado sob o reinado de Goi.
- 250:  Goguryeo ataca Silla.
- 313:  Goguryeo derruba a prefeitura de Lelang na China.
- 346:  Geunchogo chega ao trono de Baekje, iniciando a mais alta ascensão do reino Baekje.
- 356:  Silla se torna um reino centralizado sob o reinado de Naemul.
- 369:  Baekje completa a anexação da Confederação de Mahan.
- 371:  O rei de Baekje, Geunchogo, invade Goguryeo e mata o rei Gogugwon.
- 372:  Sob o comando de Sosurim, Goguryeo importa o Budismo do Antigo Qin, um estado dos dezesseis Reinos da China.
- 384:  Asin de Baekje, adota oficialmente o Budismo.
- 392:  Guangaeto, o Grande começa seu reino, expandindo Goguryeo dentro de um poder regional maior.
- 400:  Goguryeo ajuda Silla com 50,000 tropas para afastar Wae(antigo nome do Japão).
- 413:  Jangsu de Goguryeo levanta a Estela de Guangaeto.
- 427:  Goguryeo muda sua capital de Guknae Seong para Pionguiangue.
- 433:  Baekje e Silla formam uma aliança contra a agressão de Goguryeo.
- 475:  Goguryeo ataca Baekje e captura a cidade de Hanseong(atualmente Seul). Baekje muda sua capital no sul, Ungjin(atualmente Gongju), e novamente para Sabi(atualmente Buyeo) em 523.
- 494:  Pastes restantes de Buyeo são absorvidos por Goguryeo.
- 498:  Baekje ataca Tamna(atualmente Jejudo).
- 512:  Silla conquista Usan(atualmente Ulleungdo).
- 522:  Silla começa a absorção de Gaya.
- 527:  Silla adota formalmente o Budismo
- 540:  Silla estabelece Hwarang, uma ordem militar e religiosa da juventude.
- 551:  Forças de Silla e Baekje ataca Goguryeo, Silla captura Seul.
- 553:  Silla ataca Baekje, quebrando a aliança.
- 562:  Silla completa a anexação de Gaya.
- 598:  O primeiro de uma série de grandes ataques da Dinastia Sui na Guerra Goguryeo-Sui, que termina em 614 em uma cara derrota para Sui.
- 612:  Goguryeo repele a segunda invasão Sui na Salsu.
- 632:  Rainha Seondeok de Silla torna-se a primeira rainha por lei reconhecida na península. É construído o observatório astronômico Cheomseongdae.
- 645:  Goguryeo repele o ataque da Dinastia Tang forçada na Fortaleza de Ansi.
- 648:  Silla estabelece aliança com Tang.
- 660:  Baekje cai diante das forças da aliança Silla-Tang.
- 668:  Goguryeo cai diante das forças da aliança Silla-Tang.

## Silla e Balhae unificada
- 676:  Silla repele forças da aliança chinesa da península coreana, Completa a unificação de grande parte dos Três Reinos.
- 698:  Anti general de Goguryeo(Dae Joyeong) repele forças chinesas restantes do antigo território de Goguryeo,fundado Balhae como o estado sucessor.
- 751:  Silla, no seu mais alto nível de cultura, constrói Seokguram e Bulguksa.
- 828:  Jang Bogo estabelece Cheonghaejin, o maior centro de comércio com China e Japan.
- 892:  Silla começa a perder controle de partes da península com o breve Período dos três Reinos no começo do período.
- 900:  Hubaekje ("antes Baekje") se estabelece no sudoeste da península.
- 901:  Taebong ("antes Goguryeo") se estabelece no noroeste da península.
- 918:  Fundado o Reino Goryeo por Wang Geon.
- 926:  Balhae cai diante das forças do Khitan.
- 935:  Silla formaliza sua rendição à Goryeo.
- 936:  Hubaekje formaliza sua rendição à Goryeo.

## Coreia Dividida

Evolução da Guerra da Coreia 1950-1953: Verde: Nações Unidas + Coreia do Sul; vermelho: Coreia do Norte + China

- 15 de agosto de 1945: Após a derrota japonesa na Segunda Guerra Mundial, a Coreia é dividida em duas partes à altura do paralelo 38: o norte passa para o controle do bloco soviético, e o sul é controlado pelos Estados Unidos.
- 10 de maio de 1948: Após o fracasso das negociações com o Norte, o Sul organiza eleições, vencidas por Syngman Rhee, que se torna o primeiro presidente do país. O pleito leva à efetiva divisão da península em dois países.
- 25 de junho de 1950: A Coreia do Norte invade o Sul sem declaração de guerra, o que leva ao início da Guerra da Coreia.
- 27 de julho de 1953: Estados Unidos, Coreia do Norte e China assinam um armistício pondo fim à guerra. No entanto, ele nunca foi seguido de um tratado de paz.
- 21 de janeiro de 1968: A Polícia intercepta um comando de 31 de agentes norte-coreanos, cujo objetivo era matar o presidente sul-coreano Park Chung Hee.
- 15 de agosto de 1974: Segunda tentativa de assassinato de Park Chung Hee: um agente pró-norte-coreano atira contra ele durante um discurso. O presidente sul-coreano sobrevive, mas sua mulher morre.
- Outubro de 1978: Descoberto o terceiro “Túnel de Agressão” sob a Zona Desmilitarizada que separa as duas Coreias. Calcula-se que o túnel tenha permitido que 30 mil soldados norte-coreanos armados atravessassem por hora em direção ao Sul.
- 9 de outubro de 1983: O presidente sul-coreano Chun Doo-hwan sobrevive a um atentado a bomba em Yangun que mata 17 dirigentes sul-coreanos e quatro birmaneses. Um capitão do Exército norte-coreano, Kang Min Chol, confessa a autoria.